# 鐵路廣場 (悉尼)
铁路广场（英語：Railway Square）位于澳大利亚悉尼市中心南端，百老汇、利街、必街和佐治街汇聚于此。广场本身是一个繁忙的交通枢纽，设有大型公交总站。悉尼科技大学和悉尼中央火车站毗邻铁路广场。

## 历史

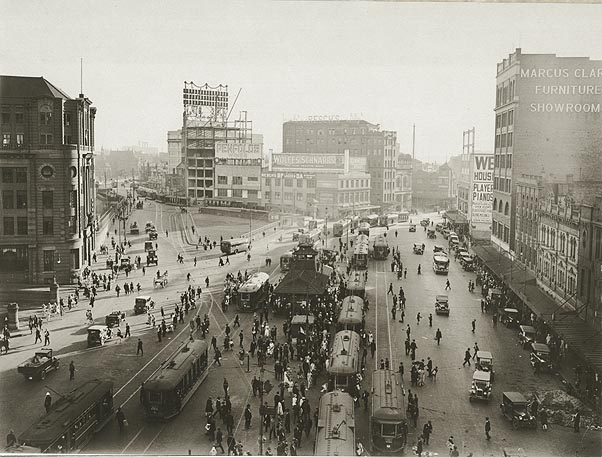
1927年的鐵路廣場

铁路广场原名中央广场。在19世纪和20世纪初，得益于中央火车站及附近的酒店，中央广场是该市现代零售区的心脏 。

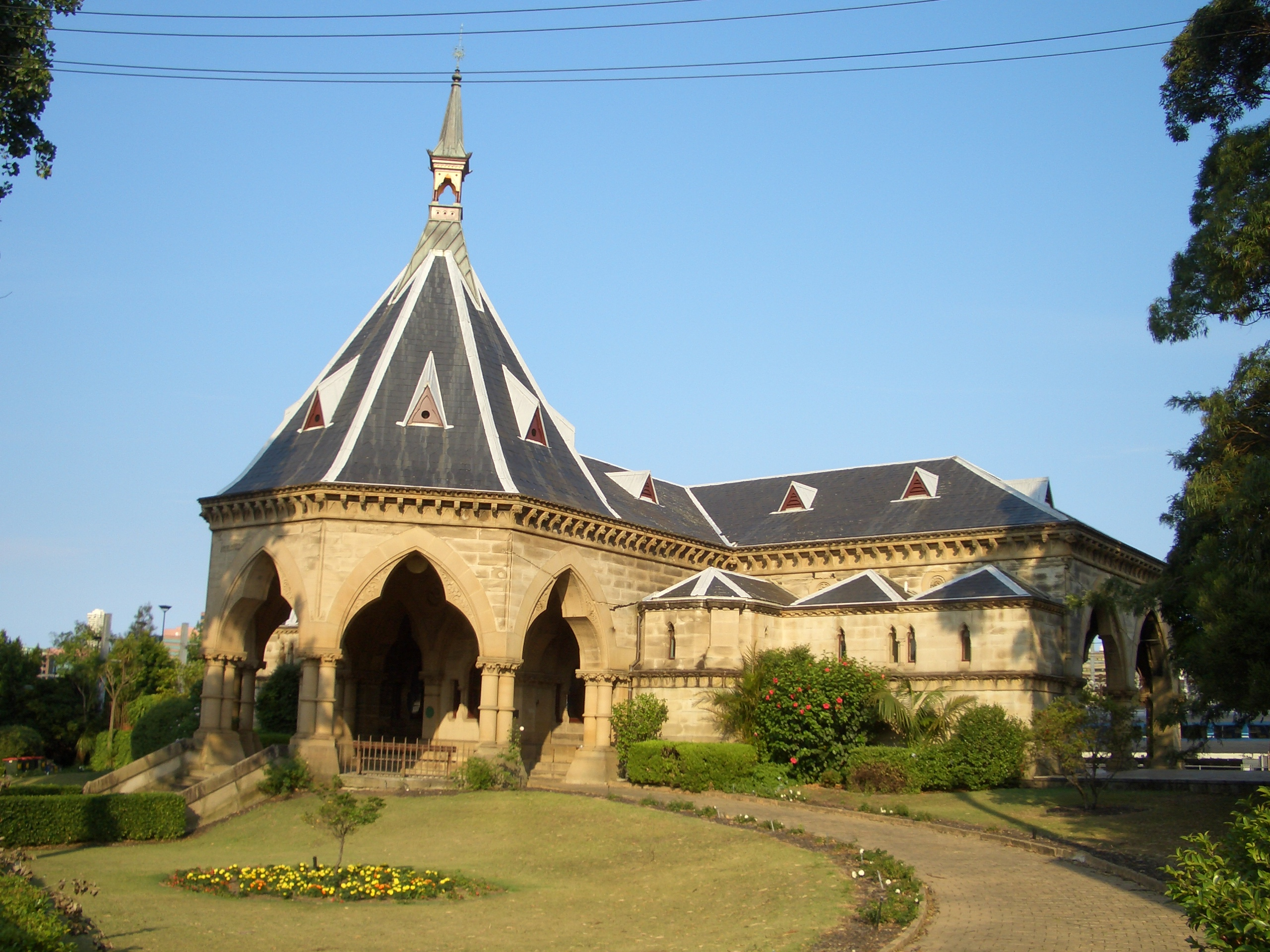
Mortuary车站
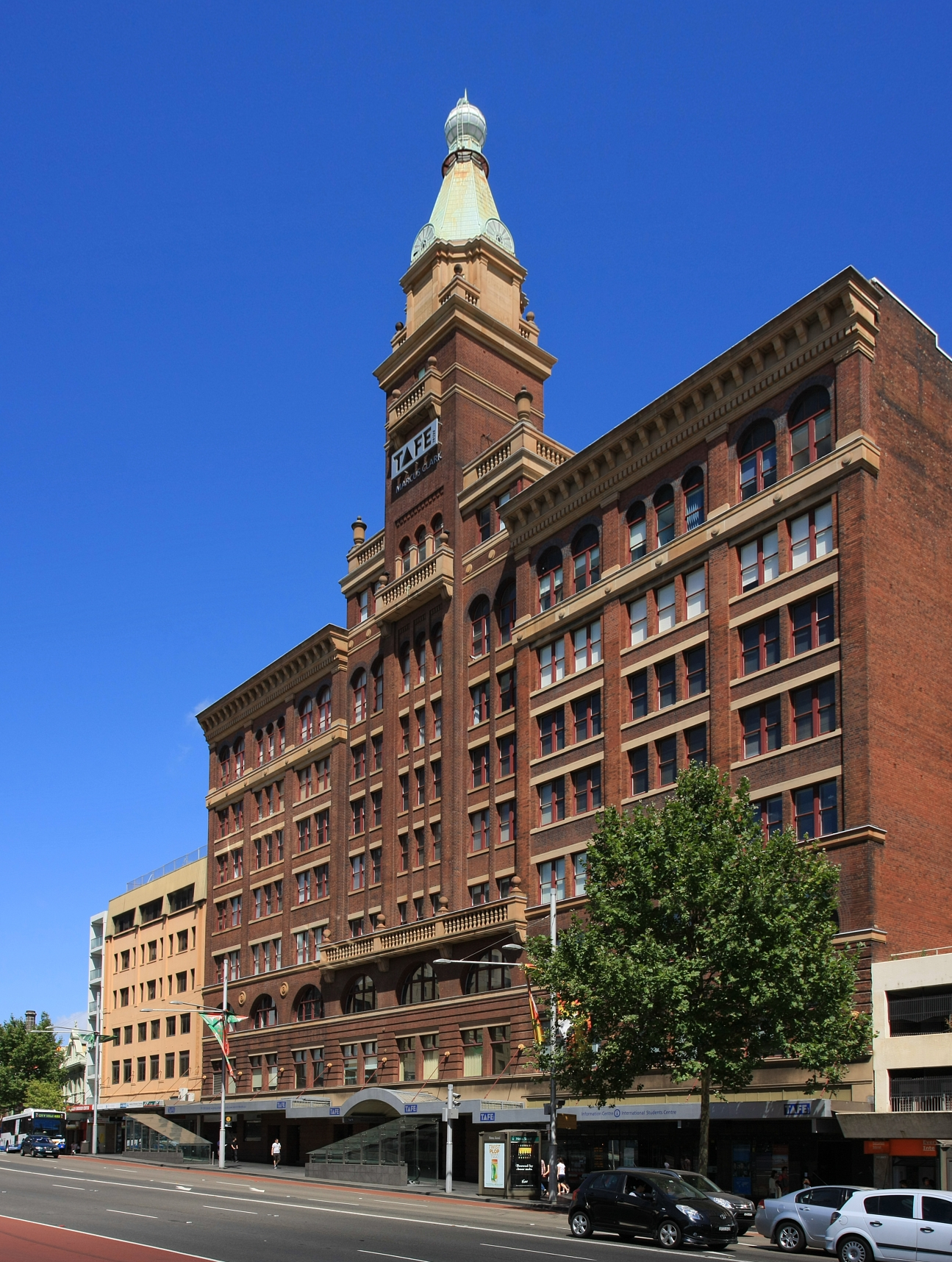
马库斯·克拉克大厦
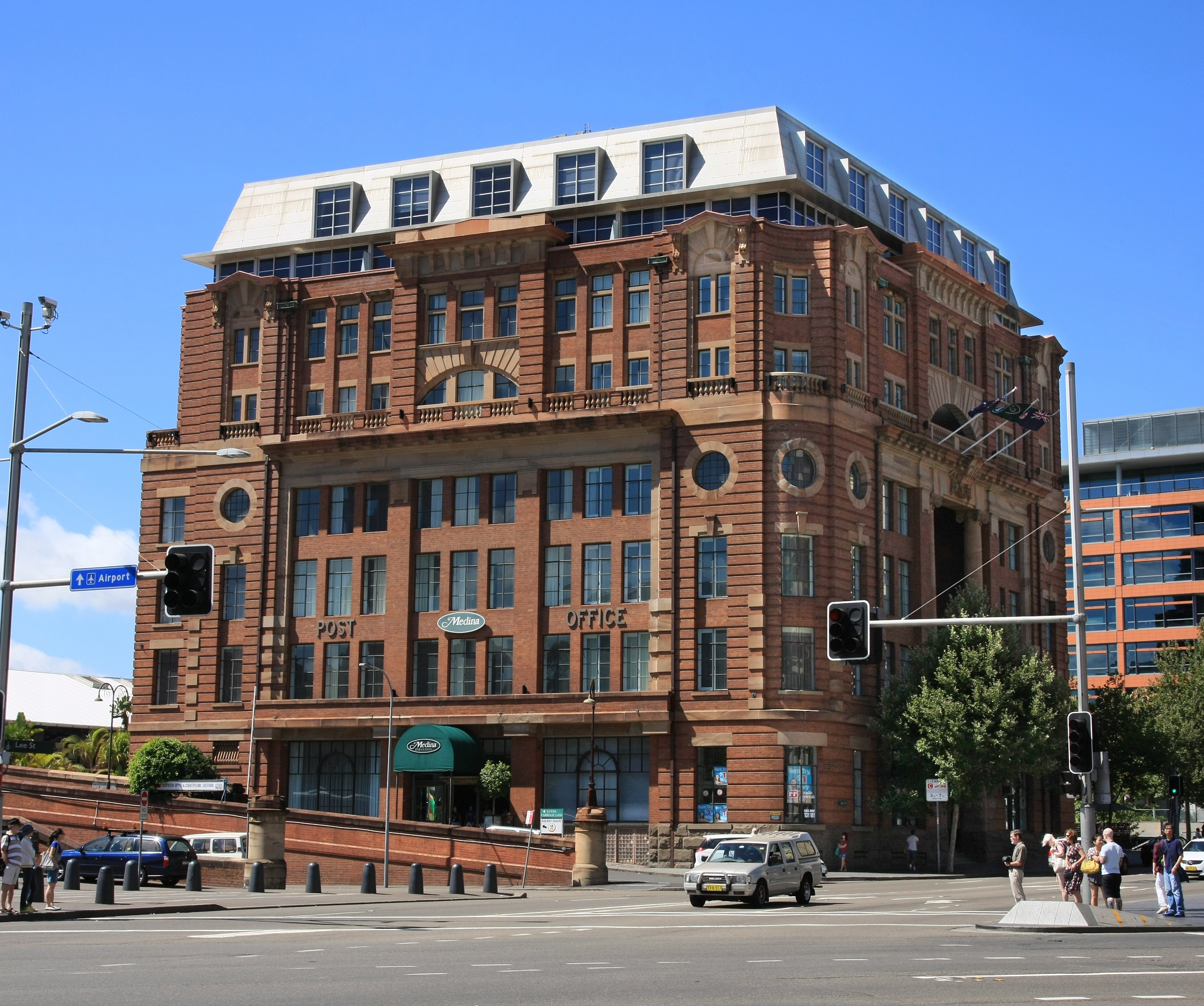
前包裹邮局
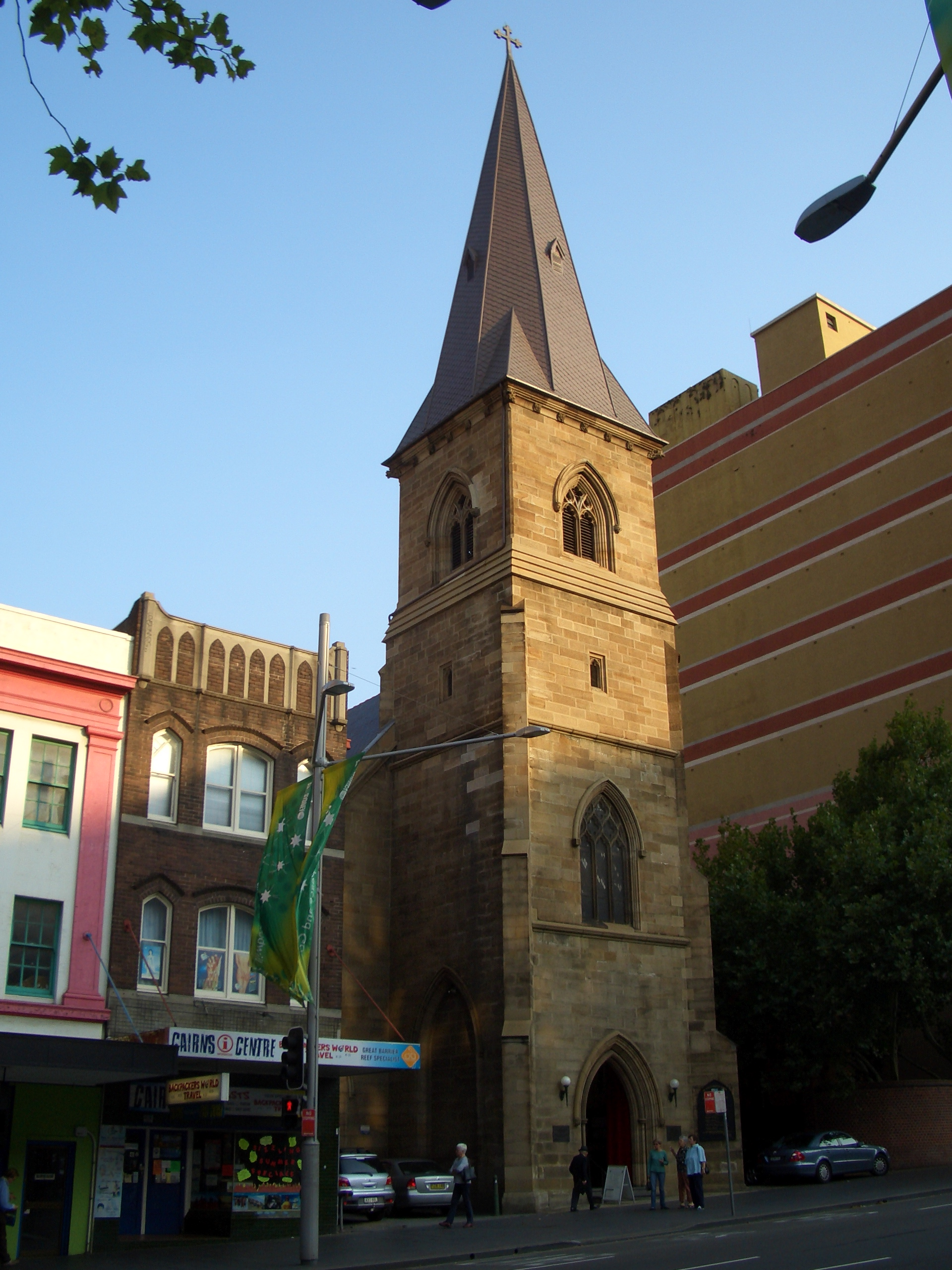
圣劳伦斯基督教堂